# Great Big Hits: Live Bootleg
Great Big Hits: Live Bootleg is het vijfde erkende verzamelalbum van de Amerikaanse glammetalband Poison. Het album, dat uitgegeven werd op 4 juli 2006 door Sony BMG, bevat de livenummers van het album Power to the People zonder de gitaar- en drumsolo, opgenomen tijdens de Comeback-tour die in 1999-2000 afgewerkt werd.

## Nummers
1. Look What the Cat Dragged In - 3:56
2. I Want Action - 3:40
3. Something to Believe In - 6:32
4. Love on the Rocks - 3:32
5. Fallen Angel - 4:22
6. Let It Play - 4:05
7. Every Rose Has Its Thorn - 4:42
8. Unskinny Bop - 3:58
9. Nothin' But a Good Time - 4:22
10. Talk Dirty to Me - 3:56

Leden: Bret Michaels · C.C. DeVille · Bobby Dall · Rikki Rockett

Ex-leden: Blues Saraceno · Richie Kotzen · Matt Smith

Studioalbums: Look What the Cat Dragged In · Open up and say... ahh! · Flesh & Blood · Native Tongue · Crack a Smile... and More! · Power to the People · Hollyweird · Poison'd!

Compilaties: Poison's Greatest Hits: 1986-1996 · Poison - Rock Champions · Best of Ballads & Blues · Rock Breakout Years: 1987 · The Best of Poison: 20 Years of Rock · Great Big Hits: Live Bootleg

Livealbums: Swallow This Live · Seven days live